# La Mesnière
La Mesnière és un municipi francès situat al departament de l'Orne i a la regió de Normandia. L'any 2007 tenia 313 habitants.

## Demografia

### Població
El 2007 la població de fet de La Mesnière era de 313 persones. Hi havia 118 famílies de les quals 24 eren unipersonals (12 homes vivint sols i 12 dones vivint soles), 37 parelles sense fills i 57 parelles amb fills.
La població ha evolucionat segons el següent gràfic:
Habitants censats

### Habitatges
El 2007 hi havia 160 habitatges, 122 eren l'habitatge principal de la família, 31 eren segones residències i 7 estaven desocupats. 159 eren cases i 1 era un apartament. Dels 122 habitatges principals, 102 estaven ocupats pels seus propietaris, 19 estaven llogats i ocupats pels llogaters i 1 estava cedit a títol gratuït; 1 tenia una cambra, 9 en tenien dues, 14 en tenien tres, 26 en tenien quatre i 72 en tenien cinc o més. 115 habitatges disposaven pel capbaix d'una plaça de pàrquing. A 60 habitatges hi havia un automòbil i a 56 n'hi havia dos o més.

### Piràmide de població
La piràmide de població per edats i sexe el 2009 era:
| Homes | Edats   | Dones |
| ----- | ------- | ----- |
| 0     | 95 o +  | 0     |
| 0     | 90 a 94 | 0     |
| 4     | 85 a 89 | 0     |
| 4     | 80 a 84 | 8     |
| 0     | 75 a 79 | 4     |
| 4     | 70 a 74 | 4     |
| 8     | 65 a 69 | 4     |
| 12    | 60 a 64 | 16    |
| 4     | 55 a 59 | 12    |
| 8     | 50 a 54 | 8     |
| 16    | 45 a 49 | 4     |
| 0     | 40 a 44 | 12    |
| 12    | 35 a 39 | 4     |
| 4     | 30 a 34 | 8     |
| 12    | 25 a 29 | 12    |
| 4     | 20 a 24 | 8     |
| 8     | 15 a 19 | 0     |
| 0     | 10 a 14 | 12    |
| 8     | 5 a 9   | 16    |
| 4     | 0 a 4   | 8     |

## Economia
El 2007 la població en edat de treballar era de 195 persones, 156 eren actives i 39 eren inactives. De les 156 persones actives 149 estaven ocupades (84 homes i 65 dones) i 7 estaven aturades (3 homes i 4 dones). De les 39 persones inactives 18 estaven jubilades, 12 estaven estudiant i 9 estaven classificades com a «altres inactius».

### Ingressos
El 2009 a La Mesnière hi havia 112 unitats fiscals que integraven 300 persones, la mediana anual d'ingressos fiscals per persona era de 18.040 €.

### Activitats econòmiques
Dels 9 establiments que hi havia el 2007, 2 eren d'empreses de fabricació d'altres productes industrials, 3 d'empreses de construcció, 1 d'una empresa de comerç i reparació d'automòbils, 2 d'entitats de l'administració pública i 1 d'una empresa classificada com a «altres activitats de serveis».
Dels 3 establiments de servei als particulars que hi havia el 2009, 2 eren paletes i 1 guixaire pintor.
L'any 2000 a La Mesnière hi havia 20 explotacions agrícoles que ocupaven un total de 1.152 hectàrees.

## Poblacions més properes
El següent diagrama mostra les poblacions més properes.